# Coeficient de temperatura
El coeficient de temperatura, habitualment simbolitzat com  α , és una propietat intensiva dels material és que quantifica la relació entre la variació de la propietat física d'un material i el canvi de temperatura. Per tant, és el canvi relatiu d'una propietat física quan la temperatura canvia en un  ºK. Aquest coeficient s'expressa segons el Sistema Internacional d'Unitats en ºK. La seva expressió matemàtica pren la forma:
{\displaystyle \alpha (T)={\frac {1}{R(T_{0})}}\cdot {\frac {\partial R(T)}{\partial T}}}
on:
- Α  és el coeficient de temperatura, que pot variar amb la temperatura;
- R (T)  és la magnitud de la propietat física del material a la temperatura  T
- R (T  0 )  és la magnitud de la propietat física del material a la temperatura de referència  T  0

Si el coeficient de temperatura és pràcticament constant en l'interval de temperatures entre  T  1   i  T , és a dir, la magnitud física depèn  linealment de la temperatura, llavors pot realitzar-se la següent aproximació:
{\displaystyle \alpha ={\frac {1}{R(T_{0})}}\cdot {\frac {\Delta R}{\Delta T}}={\frac {1}{R(T_{0})}}\cdot {\frac {R(T)-R(T_{0})}{T-T_{0}}}}

## Coeficient de temperatura de la resistència elèctrica
| Material | Coeficient a 20 °C (1/K) |
| -------- | ------------------------ |
| Plata    | 3,8 x 10-3               |
| Coure    | 3,9 x 10-3               |
| Alumini  | 3,9 x 10-3               |
| Tungsté  | 4,5 x 10-3               |
| Acer     | 5,0 x 10-3               |
| Mercuri  | 9,0 x 10-4               |
| Carbó    | -5,0 x 10-4              |
| Germani  | -4,8 x 10-2              |

En aquest cas, el coeficient determina l'augment o disminució de la resistència elèctrica d'acord amb la variació de temperatura i la naturalesa de cada material. Aquest coeficient es denomina amb la lletra α i es troba en la fórmula de la resistència depenent del canvi de temperatura. 

{\displaystyle R=R_{0}\cdot (1+\alpha \cdot \Delta T)}
on:
- {\displaystyle R} : resistència total a la temperatura {\displaystyle T}
- {\displaystyle R_{0}} : resistència de referencia (a una temperatura fixa {\displaystyle T_{0}})
- {\displaystyle \alpha } : el coeficient de temperatura del material
- {\displaystyle \Delta T=T-T_{0}} : diferència de {\displaystyle T} amb la temperatura fixa